# 畑野ひろ子
畑野 ひろ子（はたの ひろこ、1975年11月23日 - ）は、日本のファッションモデル、女優、タレント。
埼玉県出身。Grick所属。旧芸名、畑野 浩子。

## 略歴
浦和学院高等学校、文化女子大学造形学部卒業。
17歳の時にファッション雑誌『JJ』のモデルとしてデビュー。
1997年にサッポロビールキャンペーンガールのオーディションに落選するも1998年には合格、その後1年間務める。
1999年にテレビドラマ『サラリーマン金太郎』（TBSテレビ）で初のレギュラー出演、2002年『サトラレ』（テレビ朝日）まで14本のドラマに出演。フジテレビ総合格闘技番組『SRS』の2代目レギュラーMCを務める。
2005年に「畑野浩子」から「畑野ひろ子」へ改名。
『CLASSY.』のモデルを経て、『VERY』のモデルとして9年間活動。2019年6月号で同誌を卒業した。同年7月号から『STORY』のモデルとして活動する。
2025年4月21日、ABCマートの新任の社外取締役候補者として選任されたことが発表された。5月27日開催予定の株主総会の承認を経て、正式決定となる。

## 人物
2004年6月に俳優の柏原崇と結婚したが、2006年2月に離婚。
2008年8月にプロサッカー選手の鈴木啓太との結婚が報じられ、結婚と妊娠を公表。妊娠のためドラマ『サラリーマン金太郎』（テレビ朝日版）のヒロイン役を降板した。2009年1月4日にザ・ペニンシュラ東京で挙式、披露宴を行い、同年2月7日に結婚した。同年4月11日に第1子女児、2013年12月14日に第2子女児を出産した。

## 出演

### 映画
- 白椿（2007年）
- 二重心臓（2008年、カエルカフェ） - 天川呉羽 役 (主演)
- パラレル（2009年）

### テレビドラマ
日本テレビ
- 伝説の教師（2000年） - 小森美弥役
- FACE〜見知らぬ恋人〜（2001年） - 水野真理子 役
- 課長島耕作（2008年6月） - 春山香織 役

TBSテレビ
- サラリーマン金太郎（1999年） - 小林一枝 役
- 恋の神様（2000年） - 小川あゆみ 役
- 真夏のメリークリスマス（2000年） - 池田あゆみ 役
- Love Story（2001年） - 倉田ユミ 役
- ヨイショの男（2002年） - 立花由紀江 役
- 弁護士のくず 第12話（2006年） - 金盛みはる 役

フジテレビ
- ビーチボーイズ 第7話「海がくれた勇気」（1997年） - 信用金庫職員 役
- 踊る大捜査線 秋の犯罪撲滅スペシャル（1998年） - 女子社員 役
- パーフェクトラブ!（1999年） - 久田みゆき役
- 初体験（2002年） - 合田美佐 役
- のだめカンタービレ（2006年） - 河野けえ子 役
- 金曜プレステージ「松本清張スペシャル・殺人行おくのほそ道」（2007年） - 下沢江里子 役
- ロス:タイム:ライフ第6節「ヒーローショー編」（2008年） - 千草陽子 役
- ビューティフルレイン（2012年） - 小柴佳子 役

関西テレビ
- 傷だらけのラブソング（2001年） - 加藤佐和子 役

テレビ朝日
- OLヴィジュアル系（2000年） - 中山千影 役
- サトラレ（2002年） - 松村加奈 役
- 警視庁捜査一課9係（2006年4月 - 2017年6月）矢沢早苗 役
  - 特捜9 第6話（2018年） - 矢沢早苗 役
  - 特捜9スペシャル「特捜班最後の事件」（2019年4月7日）

GyaO
- ラブ・コレ2 東京Love Collection（2006年） - 緒方さつき 役

### バラエティ
- SRS（フジテレビ） - レギュラーMC 2代目格闘ビジュアルクイーン
- 三軒茶屋モータリングクラブ（2001年10月4日 - 2002年3月28日、テレビ東京） - 司会
- カヴァーしようよ!（2002年4月8日 - 9月23日、テレビ東京） - 司会
- 畑野スタイル（2002年4月 - 6月、テレビ東京） - 司会

### 出版物
- 写真集「hop」
- DVD・ビデオ 「H（アッシュ）」
- HIROKO HATANO Lady Days（2012年4月10日発売、学研マーケティング）

連載
- 「畑野ひろ子ちゃんのLove♥Sweets」（『CLASSY.』2008年7月号 - ）

### CM
- 花王
- サークルK
- ユーキャン　はじめて！ユーキャン（2012年1月 - 12月）
- トヨタ自動車『ハピカラ』（2014年）
- ABCマート
  - new balance FLEXONIC（2017年）
  - new balance WL415（2019年）[11]